# Carl Julius Fritzsche
Pour les articles homonymes, voir Fritzsche.
Carl Julius Fritzsche (17 octobre 1808, royaume de Saxe - 8 juin 1871, Dresde) est un pharmacien et chimiste allemand, membre de l'Académie des sciences de Saint-Pétersbourg. On lui doit la découverte de l'acide anthranilique en 1841. Il est l'inventeur du mot aniline.
Ses premiers travaux concernent la botanique, notamment les pollens mais il se tourne vers la chimie et se spécialise dans l'anthracène et l'acide picrique.

## Biographie
Carl Julius Fritzsche est le fils d'un médecin de prévention, Christian-Ferdinand Fritzsche, qui avait repris en 1805 la pharmacie de son beau-père Heinrich-Wilhelm Struve. Vers 1822, Carl Julius Fritzsche entra comme commis de pharmacie à Dresde puis en 1830 étudia la chimie et devint l'assistant d'Eilhard Mitscherlich. En 1833 il partit pour Saint-Pétersbourg, travailla dans une brasserie puis, exploitant un brevet de son oncle, s'établit comme producteur d'eau minérale. La même année, il était élu membre de l’Académie Leopoldina. En 1838 il fut élu adjoint de l’Académie des sciences de Saint-Pétersbourg, où il soutint sa thèse. En 1844, il fut nommé professeur surnuméraire de l'Université de Saint-Pétersbourg, et professeur titulaire de chimie organique en 1852.
Ses recherches sont consacrées non seulement à la chimie organique, l'anthracène et l'acide picrique, mais aussi aux formes allotropiques de l'étain (« peste de l'étain »). En 1842 il donna la structure des polysulfures d'ammonium (notamment le tétrasulfure, le pentasulfure et l'heptasulfure d'ammonium) qui se présentent sous les mêmes formes cristallines.

## Publications
- (la) De plantarum polline, Dissertatio inauguralis botanica, Nietackian, Berlin, 1833.
- (de) Über eigenthümlich modificirtes Zinn, Berichte der deutschen chemischen Gesellschaft, Berlin, 1869.
- (de) Über das Gefrieren gefärbter Flüssigkeiten, Saint-Pétersbourg, 1863.
- (de) Über einen eigentümlichen Molecular-Zustand des Zinnes, Eggers, Saint-Pétersbourg, 1870.